# Rotation affine
Pour les articles homonymes, voir Rotation.
Dans un espace affine euclidien orienté, une rotation affine est définie par la donnée d'un point {\displaystyle \Omega } (le centre de la rotation, qui reste invariant par celle-ci) et d'une rotation vectorielle {\displaystyle r} associée. Si {\displaystyle P} est un point de l'espace affine, son image par la rotation affine est le point {\displaystyle Q} tel que {\displaystyle {\overrightarrow {\Omega Q}}=r({\overrightarrow {\Omega P}})}.
Si on se donne seulement une rotation vectorielle, les applications affines qui lui sont associées sont les rotations affines ou bien les composées de rotations affines et de translations.

## En dimension deux
Dans le plan affine, une rotation est donc donnée par un point et un angle, l'angle de la rotation vectorielle correspondante. La composée de deux rotations affines est une rotation si la somme des angles est non nulle. Mais si elle est nulle, cette composée est soit l'identité si les centres des deux rotations sont identiques, soit une translation si les centres sont différents.

## En dimension trois
Dans l'espace affine de dimension 3, on définit la rotation par la donnée d'un axe affine (axe passant par {\displaystyle \Omega } et de direction l'axe vectoriel de {\displaystyle r}) et d'un angle. Les points de l'axe sont invariants. À toute rotation affine correspond une rotation vectorielle associée. Inversement, une application affine associée à une rotation vectorielle est un vissage, composé d'une rotation affine et d'une translation parallèlement à son axe.